# 萊克漢斯卡鎮區 (明尼蘇達州布朗縣)
萊克漢斯卡鎮區（英語：Lake Hanska Township）是位於美國明尼蘇達州布朗縣的一個行政鎮區。

## 地方資料
萊克漢斯卡鎮區的面積為100.50平方千米，當中陸地面積為95.20平方千米，而水域面積為5.30平方千米。根據2020年美國人口普查的數據，當地共有人口336人，而人口密度為每平方千米3.34人。